# 村瀬興雄
村瀬 興雄（むらせ おきお、1913年7月17日 - 2000年3月2日）は、日本の歴史学者。ドイツ帝国およびナチズム、ナチス・ドイツを研究。成蹊大学名誉教授。

## 経歴
東京都出身。1938年東京帝国大学文学部西洋史学科卒。松山高等学校教授、愛媛大学助教授、1953年成蹊大学教授、1977年定年退任、名誉教授。立正大学教授、1984年退職。創価大学客員教授。1993年退職。
1987年秋、勲三等瑞宝章受勲。

## 著書
- 『ドイツ現代史』 東京大学出版会、1954
- 『社会科歴史文庫　現代の世界』 三省堂、1956
- 『ヒトラー ナチズムの誕生』 誠文堂新光社、1962
- 『ナチズム ドイツ保守主義の一系譜』 中公新書、1968、改版1993
- 『アドルフ・ヒトラー 「独裁者」出現の歴史的背景』 中公新書、1977
- 『ナチス統治下の民衆生活 その建前と現実』 東京大学出版会、1983
- 『ナチズムと大衆社会 民衆生活にみる順応と抵抗』 有斐閣選書、1987

### 編著
- 『図説世界文化史大系10　ヨーロッパ近代』角川書店、1959
- 責任編集『世界の歴史15　ファシズムと第二次大戦』中央公論社、1961／中公文庫、1974

### 翻訳
- 『少年少女世界の歴史 8 ドイツ史物語（フライターク）ヒトラーとナチスドイツ（ハイデン）』編訳、あかね書房、1962
- ヴェルナー・マーザー『ヒトラー』二十世紀の大政治家 栗原優共訳、紀伊国屋書店、1969
- フリッツ・フィッシャー『世界強国への道 ドイツの挑戦,1914-1918年』1－2 監訳、岩波書店、1972－83

### 論集
- 『現代独仏関係の展開』編 日本国際問題研究所、1970、国際研究叢書
- 『政治と思想 村瀬興雄先生古稀記念西洋史学研究論叢』 村瀬興雄先生古稀祝賀記念会、1983

## 参考
- コトバンク
- 村瀬興雄教授略年譜・主要業績一覧 「Sociologica」（創価大学）1993-12